# Marcinowo (Kalinowo)
Marcinowo (deutsch Marczynowen, 1928–1945 Martinshöhe) ist ein zur Gemeinde Kalinowo (Kallinowen, 1938 bis 1945 Dreimühlen) zählendes Dorf im nordöstlichen Masuren in der polnischen Woiwodschaft Ermland-Masuren im Powiat Ełcki (Kreis Lyck).

## Geographische Lage
Das Dorf befindet sich vier Kilometer nördlich der Ortschaft Kalinowo an einer nach Dorsze führenden Nebenstraße. Bis zur Kreisstadt Ełk (Lyck) sind es 23 Kilometer in südwestlicher Richtung.

## Ortsname
Die Herkunft des masurischen Ortsnamens ist nicht eindeutig geklärt. Es wird vermutet, dass er sich vom Vornamen Marcin, der slawischen Form für Martin ableitet, da auch die Namen benachbarter Ortschaften entsprechende Ähnlichkeiten haben.

## Geschichte
Gegründet wurde der Ort im Jahr 1472. 1656 fielen die mit Polen verbündeten Tataren in weite Teile Masurens und auch in Marczynowen ein, wobei das Dorf fast vollständig zerstört wurde.
1792/93 wurden in einer überlieferten Schulliste an der Schule von Marczynowen 21 Knaben und 12 Mädchen verzeichnet.
Mit der preußischen Gebietsreform von 1874 gehörte Marczynowen als Landgemeinde zum Amtsbezirk Kallinowen im Landkreis Lyck. Der Amtsvorsteher von Kallinowen hatte bis 1931 seinen Sitz dabei in Marczynowen (Martinshöhe) selber.
Aufgrund der Bestimmungen des Versailler Vertrags stimmte die Bevölkerung im Abstimmungsgebiet Allenstein, zu dem Marczynowen gehörte, am 11. Juli 1920 über die weitere staatliche Zugehörigkeit zu Ostpreußen (und damit zu Deutschland) oder den Anschluss an Polen ab. In Marczynowen stimmten 220 Einwohner für den Verbleib bei Ostpreußen, auf Polen entfiel keine Stimme.
Marczynowen wurde 1928 im Zuge der zunehmenden Eindeutschung von Ortsnamen masurischer, polnischer oder litauischer Herkunft in „Martinshöhe“ umbenannt. Die Umbenennung folgte der Annahme der Herkunft des Namens Marczynowen vom Namen Marcin / Martin und der Verbindung mit der geographischen Gegebenheit einer leichten Anhöhe im Ortsbereich.
1933 sind in Martinshöhe 305 Einwohner verzeichnet, 1939 hatte Martinshöhe nur noch 271 Einwohner.
Nach Ende des Zweiten Weltkrieges 1945 fiel das zum Deutschen Reich (Ostpreußen) gehörende Martinshöhe an Polen. Die ansässige deutsche Bevölkerung wurde, soweit sie nicht geflüchtet war, nach 1945 größtenteils vertrieben bzw. ausgesiedelt und neben der angestammten masurischen Minderheit durch Neubürger aus anderen Teilen Polens, insbesondere aus der Region Raczki in Podlachien stammend, ersetzt. Der Ort Martinshöhe wurde in der polnischen Schreibweise des historischen Ortsnamens Marczynowen in „Marcinowo“ umbenannt.
Von 1975 bis 1998 gehörte Marcinowo zur Woiwodschaft Suwałki, kam dann 1999 zur neu gebildeten Woiwodschaft Ermland-Masuren. Heute ist das Dorf Sitz eines Schulzenamtes (polnisch Sołectwo) und somit eine Ortschaft im Verbund der Gmina Kalinowo.

## Religionen
Bis 1945 war Marczynowen resp. Martinshöhe in die evangelische Kirche Kallinowen in der Kirchenprovinz Ostpreußen der Kirche der Altpreußischen Union sowie in die römisch-katholische Kirche St. Andreas in Prawdzisken (1934 bis 1945 Reiffenrode, polnisch Prawdziska) im damaligen Bistum Ermland eingepfarrt.
Heute gehört Marcinowo katholischerseits zur Pfarrei in Kalinowo im Bistum Ełk der Römisch-katholischen Kirche in Polen. Die evangelischen Einwohner halten sich zur Kirchengemeinde in der Kreisstadt Ełk (Lyck), einer Filialgemeinde der Pfarrei in Pisz (deutsch Johannisburg) in der Diözese Masuren der Evangelisch-Augsburgischen Kirche in Polen.